# 黄铉善
黄铉善（谚文：황현선，朝鲜汉字：黃鉉善）（1993年3月24日—），是韩国女子短道速滑运动员。

## 职业生涯
在2011年亚洲冬季运动会短道速滑比赛中，年仅17岁的黄铉善与赵海利、朴胜羲、梁信英、金潭民一起获得女子3000米接力银牌。之后，她随韩国女子短道速滑队在华沙获得2011年世界短道速滑团体锦标赛团体金牌。

## 资料来源
- 国际滑联官网2011世界短道速滑团体锦标赛新闻报道(英文)
- 黄铉善-国际滑冰联盟（ISU）